# Csengtu–Kujjang nagysebességű vasútvonal
A Csengtu–Kujjang nagysebességű vasútvonal (egyszerűsített kínai írással: 成贵高速铁路) egy nagysebességű vasútvonal Kínában Csengtu és Kujjang között. A kétvágányú, 25 kV 50 Hz-cel villamosított vasútvonal 648 km hosszúságú, megengedett maximális sebesség pedig 250 km/h. A vonal szerepelt a 11. ötéves tervben. Az építkezés 2010-ben kezdődött.
A 135 km hosszúságú Csengtu–Leshan szakasz 2014-ben, a 141 km Leshan–Jipin szakasz 2019 júniusában nyílt meg, míg a maradék 372 km-es Yibin-Guiyang szakasz 2019 decemberében. A vasútvonalon 468 híd és 183 alagút épült, ami a vonal hosszának 82%-át teszi ki.